# Tripla Concordia
L'ensemble Tripla Concordia è un gruppo musicale italiano specializzato nell'esecuzione di musica da camera dei secoli XVII e XVIII. Nella sua formazione standard è composto da tre membri, Lorenzo Cavasanti (flauto dolce), Sergio Ciomei (clavicembalo),  Caroline Boersma  (violoncello).
Il gruppo svolge regolare attività concertistica e discografica dal 1991. Ha partecipato a numerosi festival internazionali, tra cui: Settimane musicali della Citè de la Musique di Parigi, Musica e poesia a S.Maurizio e Società del Quartetto di Milano, gli Schlosskonzerte di Salisburgo, la GOG di Genova, gli Amici della Musica di Firenze, L'Haendel Festival di Halle, i concerti dell'Accademia Filarmonica Romana, Il Festival Internazionale di Urbino, Il Festival di Musica Antigua di Daroca (Spagna). Ha inciso 14 CD, che hanno ricevuto segnalazioni e riconoscimenti sulle principali riviste discografiche specializzate.
L'ensemble si è recentemente ampliato per produzioni che coinvolgono un'intera orchestra da camera, sotto la concertazione e la direzione di Sergio Ciomei.
Il nome del gruppo deriva dal titolo di una raccolta di musiche edita nel 1677 a Londra da Matthew Locke.

## Discografia
- G. F. Händel: Sonatas. Lorenzo Cavasanti, flauto - Caroline Boersma, violoncello - Sergio Ciomei, cembalo (2006) Stradivarius STR 11007
- G. P. Telemann/J. S. Bach: Sonatas. Lorenzo Cavasanti, flauto dolce e traverso - Sergio Ciomei, cembalo e organo da camera -Caroline Boersma, violoncello barocco - Mario Martinoli, secondo claviocembalo (2006) Cantus 2CD-C9701/2
- G. P. Telemann: Triosonata TWV 42:d10 per flauto violino e bc. Fabio Biondi, violino - Lorenzo Cavasanti, flauto - Caroline Boersma, violoncello - Sergio Ciomei, cembalo (2004) Stradivarius STR 33685
- G. P. Telemann: Triosonatas for oboe and recorder. Monica Piccinini, soprano - Sergio Ciomei, cembalo - Giorgio Mandolesi, fagotto - Caroline Boersma, cello - Lorenzo Cavasanti, flauto - Alfredo Berrardini, oboe (2003) Stradivarius STR 33595
- G. B. Bononcini: Divertimenti da camera. Fabio Biondi, violino - Lorenzo Cavasanti, flauto - Caroline Boersma, cello - Giorgio Mandolesi, fagotto - Sergio Ciomei, cembalo (2000) Stradivarius STR 33578
- G. P. Telemann: Trisonatas for recorder, violin and continuo. Fabio Biondi, violino - Lorenzo Cavasanti, flauto - Caroline Boersma, violoncello - Sergio Ciomei, cembalo (1999) Nuova Era 7250/1
- J. S. Bach: Suite e Trisonate (1995) Nuova Era 7234
- Mancini: Six Sonatas for recorder (1993) Nuova Era 7138
- Girolamo Frescobaldi: Canzoni da sonar Vol.II. Giulio Capocaccia, Lorenzo Cavasanti, Caroline Boersma, Sergio Ciomei, Kees Boeke, Antonio Politano, Federico Marincola (1996) Nuova Era 7250/1
- J. S. Bach: Suite e Triosonate (1995) Nuova Era 7234
- Mancini: Six Sonatas for recorder (1993) Nuova Era 7138
- G. Frescobaldi - Canzoni Vol. I (1993) Nuova Era 7131
- G. Ph. Telemann Triosand Quartet (1992) Nuova Era 7067
- Frescobaldi, Selma, Fontana, Castello: Canzoni, Fantasie e Sonate. Lorenzo Cavasanti, Giulio Capocaccia, Caroline Boersma, Sergio Ciomei (1991) Nuova Era 7041